# Breslaus voetbalkampioenschap 1911/12
In 1911/12 werd het tiende Breslaus voetbalkampioenschap gespeeld, dat georganiseerd werd door de Zuidoost-Duitse voetbalbond. Germania Breslau werd kampioen en plaatste zich voor de Zuidoost-Duitse eindronde. De club versloeg Diana Kattowitz en Deutscher SV Posen. In de finale verloor Germania van ATV Liegnitz.
SC 1904 Breslau veranderde op 8 januari 1912 de naam in Verein Breslauer Sportfreunde.

## Eindstand
| Plaats | Club                          | Wed. | W  | G | V  | Saldo | Ptn   |
| ------ | ----------------------------- | ---- | -- | - | -- | ----- | ----- |
| 1.     | SC Germania 1904 Breslau      | 16   | 10 | 3 | 3  | 64:28 | 23:9  |
| 2.     | Breslauer SC 08               | 16   | 9  | 3 | 4  | 34:32 | 21:11 |
| 3.     | SC Schlesien Breslau          | 16   | 9  | 2 | 5  | 45:30 | 20:12 |
| 4.     | SC Preußen Breslau            | 16   | 8  | 2 | 6  | 36:35 | 18:14 |
| 5.     | Verein Breslauer Sportfreunde | 16   | 7  | 3 | 6  | 48:44 | 17:15 |
| 6.     | VfB 1898 Breslau              | 16   | 6  | 3 | 7  | 39:37 | 15:17 |
| 7.     | VfR 1897 Breslau              | 16   | 7  | 1 | 8  | 39:38 | 15:17 |
| 8.     | SC Falke Breslau              | 16   | 4  | 3 | 9  | 20:45 | 11:21 |
| 9.     | ATV Breslau                   | 16   | 1  | 2 | 13 | 20:56 | 4:28  |

|  | Kampioen   |
|  | Degradatie |